# Rånkastjärnen
Rånkastjärnen är en sjö i Nordanstigs kommun i Hälsingland och ingår i Delångersåns huvudavrinningsområde. Sjön har en area på 0,113 kvadratkilometer och ligger 368,3 meter över havet. Rånkastjärnen ligger i Hagåsen Natura 2000-område.

## Delavrinningsområde
Rånkastjärnen ingår i det delavrinningsområde (690191-151758) som SMHI kallar för Utloppet av Rånkastjärnen. Medelhöjden är 414 meter över havet och ytan är 2,78 kvadratkilometer. Det finns ett avrinningsområde uppströms, och räknas det in blir den ackumulerade arean 6,33 kvadratkilometer. Vattendraget som avvattnar avrinningsområdet har biflödesordning 2, vilket innebär att vattnet flödar genom totalt 2 vattendrag innan det når havet efter 129 kilometer. Avrinningsområdet består mestadels av skog (96 procent). Avrinningsområdet har 0,11 kvadratkilometer vattenytor vilket ger det en sjöprocent på 4 procent.